# Domingo Santa María
Domingo Santa María González (Santiago, 4 de agosto de 1825 - ibídem, 18 de julio de 1889) fue un abogado y político chileno, miembro del Partido Liberal (PL). Ejerció como presidente de la República entre 1881 y 1886, dirigiendo el mando supremo de su país en la Guerra del Pacífico. Luego fue senador en 1888, desempeñándose como presidente del Senado entre el 4 de junio de 1888 y el 22 de octubre del mismo año, sirviendo en el Congreso hasta su fallecimiento en 1889.
Anteriormente, se había desempeñado como intendente de la provincia de Colchagua, de la que fue removido por intervenir en las elecciones de 1851, diputado durante cinco periodos por La Serena, Valparaíso, San Felipe, Curicó y Putaendo (1858-1876), y fue ministro de Estado en las carteras de Hacienda, Relaciones Exteriores e Interior durante las administraciones de José Joaquín Pérez y  Aníbal Pinto.

## Biografía

### Familia
Nació en Santiago de Chile, hijo de Luis José Santa María y González Blanco y Ana Josefa González y Morandé.Cursó sus estudios secundarios en el Instituto Nacional y en el mismo establecimiento realizó el Curso de Leyes. Graduado de derecho por la Universidad de Chile, ingresó a la "Academia de Leyes y Práctica Forense" el 24 de diciembre de 1844. Juró como abogado el 15 de enero de 1847 y su tesis versó sobre Reforma de la ley electoral de 1833.
El 7 de junio de 1846 contrajo matrimonio con Emilia Márquez de la Plata Guzmán, con la que tuvo cinco hijos, entre ellos el exparlamentario Domingo Víctor Santa María Márquez de la Plata. Se inició en la política ese mismo año al convertirse en secretario en la Sociedad del Orden.

### Estudios y vida laboral
En 1845 se desempeñó como profesor de geografía, historia y aritmética en el Instituto Nacional. En 1856 se incorporó a la Facultad de Filosofía y Humanidades de la Universidad de Chile, con un discurso sobre La necesidad de cultivar la oratoria en Chile y se dedicó también a escribir la biografía de Santiago Echevers y de José Miguel Infante y Rojas.
En 1856 ingresó en la Facultad de Leyes y Ciencias Políticas de la misma universidad, presentando una memoria histórica Sucesos ocurridos en Chile desde la caída de O'Higgins hasta la promulgación de la constitución de 1823. En 1857 leyó en la misma facultad un discurso sobre José Santiago Echevers.
Fue decano de la Facultad de Filosofía y Humanidades y miembro de la Facultad de Leyes y Ciencias Políticas de la Universidad de Chile.

## Trayectoria pública

### Inicios

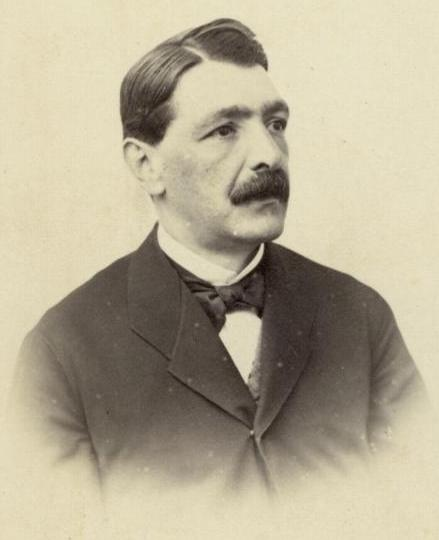
Retrato de Santa María en su juventud.

Hombre inteligente y resuelto, cuya trayectoria política se inició tempranamente a los 22 años.
Miembro del Partido Liberal (PL), aunque vaciló entre nacionales y conservadores. Sus tendencias autoritarias y laicas lo inclinaban al Partido Nacional o monttvarista, pero finalmente respaldó a la fusión Liberal-Conservadora, coalición de partidos opositora al gobierno de Manuel Montt Torres.
En el año 1846 ingresó al ministerio de Justicia, Culto e Instrucción Pública como jefe de Sección a las órdenes de Antonio Varas de la Barra. En 1847 ascendió a oficial mayor, después de recibir el título de abogado, en reemplazo de Silvestre Ochagavía Errázuriz.
En 1847, contando 23 años, fue nombrado intendente de Colchagua, por el entonces ministro del Interior Manuel Camilo Vial. Durante su gestión estrenó su habilidad para dar vuelta a los resultados electorales, pero su excesiva intervención le costó el cargo de intendente, siendo destituido por Manuel Montt en 1851.
Fuera de la intendencia, se convirtió en acérrimo opositor de Manuel Montt Torres.

### Revolución de 1851
Participó en el movimiento revolucionario de 1851, respaldando a los rebeldes contra el gobierno, pero sin comprometerse. Después del fracaso del conflicto se autoexilió en Perú y a su regreso abrió una oficina de abogados.
El 8 de junio de 1858 asumió como diputado suplente por La Serena (periodo 1858-1861), en reemplazo de Vicente Zorrilla Sáinz de la Peña, quien no pudo acudir a juramentar el cargo. Participó en la Comisión Permanente de Negocios Eclesiásticos.

### Revolución de 1859 y exilio
Luego en 1859, otra vez participó en un movimiento revolucionario, participando en solidaridad con sus principales amigos y correligionarios, razón por la que fue apresado. Esta vez fue proscrito a Magallanes y tras pagar una fianza de 10 mil pesos fue exiliado a Europa en 1860. Regresó a Chile en 1862, amparado en la Ley de Amnistía dictada por José Joaquín Pérez Mascayano, en su regreso asumió interinamente la Fiscalía de la Corte Suprema.

### Regreso a Chile; ministro de Estado, diplomático y parlamentario

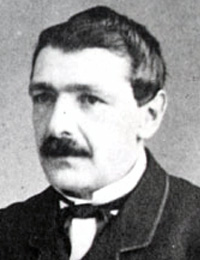
Domingo Santa María como diputado hacia 1872.

Ya radicado en Chile nuevamente, junto con Benjamín Vicuña Mackenna. Fue designado por el presidente Pérez Mascayano como ministro de Hacienda, el 16 de enero de 1863, dejando el cargo el 10 de mayo de 1864.
En las elecciones parlamentarias  de 1864 fue electo diputado propietario por Valparaíso, por el período 1864-1867, fue además electo diputado propietario por Caupolicán, pero optó por Valparaíso. Fue vicepresidente de la Cámara desde el 2 de junio de 1864 al 29 de mayo de 1867. Integró la Comisión Permanente de Elecciones y Calificadora de Peticiones.
Al mismo tiempo, comenzó una breve carrera en el poder judicial, llegando a ministro de la Corte de Apelaciones a partir del 23 de septiembre de 1865. Renunció al cargo cuando postuló como candidato a la presidencia de la República.
Al inicio del conflicto de Chile con España en 1865 fue comisionado por el gobierno, para buscar un acuerdo con el representante de dicho país. Propuso al diplomático español Salvador de Tavira un arreglo que concluyó con el «Tratado Covarrubias Taviria». El tratado fue desaprobado por la realeza española, desencadenando la guerra y el consecuente bombardeo de Valparaíso. El gobierno del Perú lo comisionó para conseguir apoyo, en plena guerra contra España.
En 1866 fue nombrado consejero de Estado por el presidente José Joaquín Pérez Mascayano en su calidad de ministro de la Corte de Apelaciones. Fue ratificado en el cargo el 26 de septiembre de 1867 y el 22 de abril de 1869.
Asistió entre el 11 de octubre de 1866 hasta el 2 de mayo de 1867 y desde el 17 de mayo de 1868 hasta el 4 de julio de 1870. Fue puesto nuevamente en el cargo el 18 de septiembre de 1876 y asistió entre el 29 de septiembre de 1876 hasta el 12 de abril de 1879. Una vez más en el cargo a partir del 18 de septiembre de 1886, asistiendo a la instancia entre el 27 de septiembre de 1886 hasta el 2 de agosto de 1889.
En las parlamentarias de 1867, es nuevamente electo diputado propietario, pero por el departamento de Curicó, para el período 1867-1870. En este periodo legislativo integró la Comisión Permanente de Constitución, Legislación y Justicia.
En las parlamentarias de 1870, fue reelecto diputado propietario, esta vez por San Felipe, por el período 1870-1873. Integró la Comisión Permanente de Constitución, Legislación y Justicia.
Resultó reelecto por tercera vez consecutiva, como diputado propietario, pero por Putaendo, para el período 1873-1876. Integró la Comisión Permanente de Gobierno y Relaciones Exteriores.
En las elecciones parlamentarias de 1879 ocupó por vez primera un sillón en el Senado. Fue electo senador propietario por Concepción, por el período 1879-1885. Integró la Comisión Conservadora para el receso 1880-1881. Dejó el cargo al asumir la presidencia, siendo reemplazado por Marcial González Ibieta para terminar los últimos tres años.

### Guerra del Pacífico
Desde el puesto de diputado, junto a Benjamín Vicuña Mackenna inició ataques a la conducción de la guerra y la gestión del ministro plenipotenciario, Rafael Sotomayor Baeza, siendo uno de sus principales enemigos en el gobierno. Su acción fue nefasta y entorpeció los canales de comunicación entre el ejército y el gobierno, llegando a poner en peligro la estabilidad del gobierno de Pinto y del devenir de la conducción del conflicto bélico contra dos países en curso.
Aníbal Pinto le ofreció participar en el gobierno, y el mismo año fue designado ministro de Relaciones Exteriores y Colonización, sirviendo entre el 17 de abril y el 20 de junio de 1879.
Siendo ministro de Relaciones Exteriores y a instancia de la personalidad débil del gobernante Aníbal Pinto, realizó gestiones por medio de su embajador José Manuel Balmaceda y consiguió la neutralidad de Argentina en el conflicto bélico con la alianza Perú-Bolivia y el Tratado de 1881 que incluyó la renuncia de Chile a la Patagonia oriental a cambio de la renuncia de la Argentina a la Patagonia occidental.
Luego fue reasignado como ministro de Interior, el 20 de agosto de 1879, funcionando hasta el 16 de junio de 1880. Asumió el mando del Ministerio de Guerra y Marina en calidad de subrogante (s), siendo ministro del Interior nuevamente, el 13 de octubre hasta el 19 de noviembre de 1879, donde entre otros actos y bajo cortinas preparó adecuadamente su maquinaria electoral para ser elegido presidente.

## Elección
En las elección presidencial de 1881 su candidatura estuvo en peligro debido al clamor popular por la candidatura de Manuel Baquedano, pero con la ayuda del exministro de defensa José Francisco Vergara Etchevers, logró imponerse en el país, a lo que se sumó la declinación de la candidatura del general Baquedano. La intervención electoral fue denunciada por Carlos Walker Martínez.
La elección se presentó entonces sin lucha, y Santa María fue elegido presidente con 225 votos de un total de 305 electores. Asumió a los 57 años de edad.

## Presidencia

### Gestión gubernamental

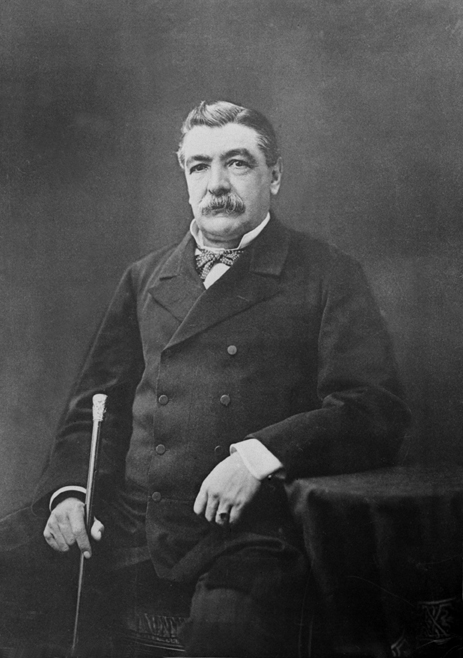
Domingo Santa María.

La primera preocupación del ministerio y del presidente era terminar la Guerra del Pacífico, pues si bien se había ocupado Lima, la lucha en la sierra continuaba. Se logró después de la batalla de Huamachuco hacer que Perú firmara el Tratado de Ancón, en donde cedió Tarapacá perpetua e incondicionalmente, y Arica y Tacna temporalmente, hasta que un plebiscito decidiera su destino. Se firmó también una tregua con Bolivia el 4 de abril de 1884, tregua redactada por la propia mano de Santa María. Con esta exitosa gestión internacional, terminaba la guerra.
Cuando se acercaron las elecciones de diputados y un tercio de los senadores, el ministro del Interior renunció. Este deseaba hacer valer su influencia para realizar una elección sin tantos excesos. Pero Santa María tenía como objetivo principal expulsar a todos los conservadores del parlamento, por lo que Vergara fue reemplazado por José Manuel Balmaceda.[cita requerida]
Los conservadores no presentaron lucha, excepto Carlos Walker Martínez, quien se presentó como candidato a diputado. Pero como ya se dijo el presidente no iba a dejar a ningún conservador, por lo que ordenó realizar todos los fraudes posibles para evitarlo. Se estimaba el número de sufragantes en 20 000 votos como máximo, pero resultaron 34 000. Fue necesario enmendar el error en el escrutinio electoral, donde se leyeron papeletas falsas sin que la oposición pudiera hacer nada, al haber 200 soldados de infantería y 300 garroteros “protegiendo” el lugar.
En el resto del país no hubo lucha, pero algunos liberales descontentos con el gobierno lograron incluirse en las listas de este, además de los radicales, que después se pelearían con el presidente.

### La lucha religiosa contra el catolicismo
Durante la presidencia de Pinto quedó vacante el arzobispado de Santiago. El presidente propuso a la Santa Sede la candidatura de Francisco de Paula Taforó para arzobispo, según el derecho de patronato que se creía heredero de los reyes de España. Los ultramontanos hicieron que Roma rechazara a Taforó, por lo que el arzobispado quedó vacante.
Santa María intentó postular nuevamente a Taforó, pero seguía siendo resistido por la Santa Sede, que para encontrar una solución, envió a un legado papal, Celestino del Frate. Lo recibió de forma cortés, pero al ver que se resistía a aceptar a su candidato a arzobispo, le envió sus pasaportes de vuelta y lo despidió con una nota de lo más grosera. Ordenó al Ministro en Roma, Alberto Blest Gana, que cortara las relaciones con la Santa Sede.
No contento con esto, el presidente envió los proyectos de las llamadas leyes laicas: de cementerios laicos (promulgada en 1883), que eliminaba la reja que separaba a los católicos de los disidentes en los cementerios, haciéndolos comunitarios o laicos; la ley de matrimonio civil (1884), que establecía que los matrimonios debían ser registrados ante un Registro Civil, sin hacer necesariamente el rito del casamiento católico; y la Ley del Registro Civil de (1884), que reemplazaba (pero no anulaba) a las parroquias y conventos en el registro de nacimientos, matrimonios y defunciones por una oficina pública en todas las comunas, ciudades y pueblos; sus funcionarios se denominaron civiles.
En respuesta a la ley de cementerios laicos, la Iglesia prohibió a los sacerdotes dar el pase para entierros en cementerios laicos. A su vez, Santa María prohibió enterrar en los templos, forzando en algunos casos esta situación creándose los cementerios laicos actuales. Uno de estos casos ocurre el 2 de enero de 1884, cuando fallecía la anciana Dolores Egaña, suegra del influyente José Clemente Fabres. En su lecho de muerte, Egaña le hizo prometer a Fabres que la sepultaría en un cementerio católico, pero la noche del 4 un grupo de policías penetró por la fuerza a la casa familiar cuando el cadáver iba a ser conducido para su velatorio, y sacó el cadáver, sepultándolo en un cementerio laico contra la voluntad de la familia.
En 1886, se llega a un acuerdo y Mariano Casanova es nombrado arzobispo de Santiago.

### Nuevos fraudes electorales
Políticamente, los ánimos estaban muy caldeados. El presidente se había peleado con los radicales y liberales sueltos (llamados también luminarias o disidentes), y los conservadores le odiaban. Por eso la intervención electoral de 1885 fue mucho más difícil para el gobierno y violenta.[cita requerida]
Los conservadores se pusieron en pie de lucha para resistir los fraudes, y se enfrentaron a los garroteros contratados por el gobierno resultando trifulcas en que resultaron muertos y heridos. Los excesos del gobierno llegaron al extremo de robar las papeletas de votación, que estaban siendo trasladadas al registro.[cita requerida]

### Últimos años de gobierno y candidatura de Balmaceda

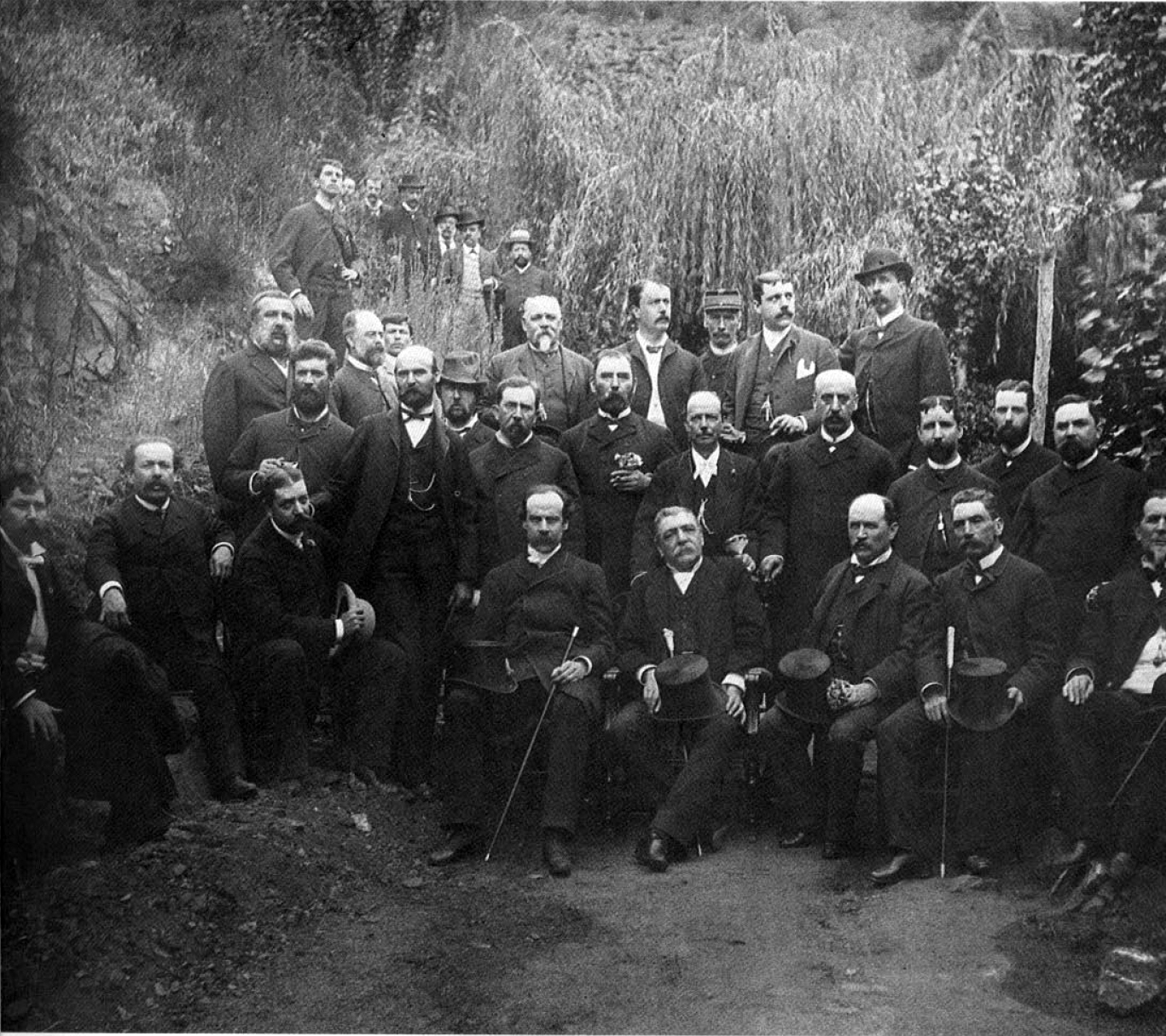
José Manuel Balmaceda y Domingo Santa María (al centro), junto a distinguidos hombres públicos de la época.

Balmaceda renunció al ministerio debido a un telegrama caído en poder de los opositores, que le mostraba interviniendo en la selección de los candidatos. Además el ministro era el candidato del presidente para sucederlo, así que después de ganar una interpelación, renunció y su puesto fue ocupado por Ramón Barros Luco.
Barros Luco intentó realizar una suerte de convención entre todos los grupos políticos excepto los conservadores: los liberales de gobierno, liberales sueltos, radicales y luminarias. Al fracasar el consenso, renunció y la cartera fue encargada a José Ignacio Vergara. La oposición, que alcanzó varios puestos en el Congreso a pesar de la descarada intervención, aplicó como venganza a Santa María una de las armas más peligrosas que le facultaba la constitución de 1833, el entorpecimiento de la ley de contribuciones, sin el cual el Estado no podía funcionar.
Superado este evento con la ayuda de los nacionales, se proclamaron las candidaturas de Balmaceda por los liberales de gobierno y nacionales, y de José Francisco Vergara por los radicales y liberales disidentes. Durante el proceso, Vergara renunció a su candidatura, por lo que fue elegido José Manuel Balmaceda como presidente de Chile.

### Apariencia física
José Antonio de Lavalle, político y diplomático de Perú, quien condujo en 1879 un intento de mediación peruano en el conflicto entre Chile y Bolivia, escribió sobre Santa María:

Era Don Domingo Santa María hombre a la sazón de 55 años, poco más o menos, aunque el curso de éstos había hecho muy pocos estragos en su robusta naturaleza, pues raras canas surcaban aún su espeso, ondeado y negro cabello y su nutrido bigote. Alto, grueso, sin ser por eso obeso, ancho de espaldas y corto de cuello; moreno de color, facciones muy acentuadas, ojos aunque pequeños vivos y expresivos; y, sin podérsele calificar de buenmozo, tenía un aspecto muy agradable y sobre todo, mucho atractivo. Sus maneras eran finas, sin afectación; su porte franco y sencillo; su vestir serio y esmerado, sin exageración en ningún sentido. Tenía mucho talento, muchísimo en mi pobre juicio; su instrucción era general y variada en todos ramos, muy profunda, según se me ha asegurado, en jurisprudencia, y muy seria en literatura. Parecía ser de mucho carácter y muy enérgico, sin ser por eso rudo.
José Antonio de Lavalle, Mi Misión en Chile, Instituto de Estudios Histórico-Marítimos del Perú, Lima, Perú, 1979, pág. 46

### Ministros de Estado

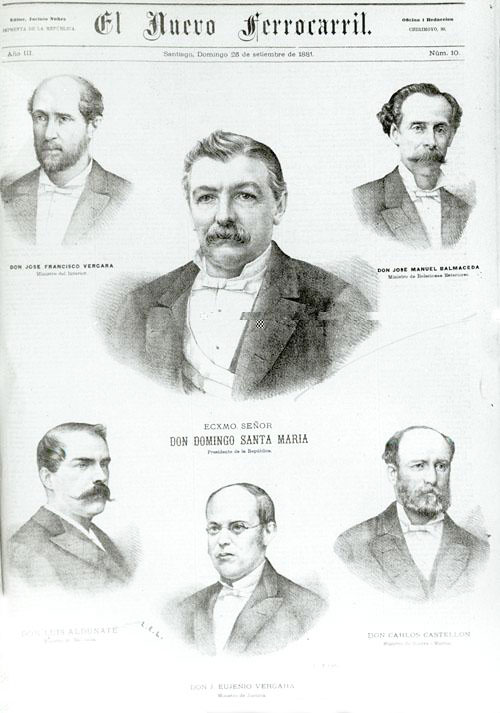
Domingo Santa María junto a sus ministros.

### Su autodefinición
"Se ha dicho que soy sectario y que me guía un odio ciego a la Iglesia. No es cierto, soy bastante inteligente para saber distinguir entre los ridículos que la Iglesia ha creado para dominar las conciencias de los hombres por esa terrible palabra que llaman fe, y lo que es un pensamiento razonado y lógico de un hombre capaz de comprender que rige al mundo algo superior, y que la Iglesia embarulla para ejercer un dominio universal en nombre de Cristo (...) Y a pesar de tener estas ideas, aunque soy libre pensador en materias religiosas y creer en un Cristo humano y piadoso, la Iglesia no se ha separado del Estado, porque no ha querido y ha luchado por mantener la unión (...). Hoy por hoy, la separación de la Iglesia del Estado importaría una revolución. El país no está preparado para ello. Se me ha llamado autoritario. Entiendo el ejercicio del poder como una voluntad fuerte, directora, creadora del orden y de los deberes de la ciudadanía. Esta ciudadanía tiene mucho de inconsciente todavía y es necesario dirigirla a palos. Y esto que reconozco que en este asunto hemos avanzado más que cualquier país de América. Entregar las urnas al rotaje y a la canalla, a las pasiones insanas de los partidos, con el sufragio universal encima, es el suicidio del gobernante, y yo no me suicidaré por una quimera".
Domingo Santa María

### Legado
Gracias a las entradas producidas por el salitre, inició un vasto programa de obras públicas, abarcando principalmente el problema del ferrocarril, las cárceles, hospitales y las escuelas públicas (de 656 al inicio de su periodo a 910 al dejarlo). También realizó cambios en la administración, reformó las oficinas de tesoro y contabilidad, de la planta y dotación de aduanas, y la que organizaba la Casa de Moneda. Promulgó las leyes sobre formación de presupuestos y cuenta de inversión; la de garantías individuales y la de régimen interior, que cambió la administración de las municipalidades. También hizo una reforma electoral en 1884, por la cual se extendió el derecho a sufragio a todos los varones chilenos de 25 años de edad, que supieran leer y escribir, sin consideración de su renta. La edad se redujo a 21 en el caso de los casados.
Se levantó la Escuela Naval, el malecón y la quinta sección de la Aduana de Valparaíso. Se instalaron nuevas Aduanas en siete puertos y muelles en diez. Con la extensión del ferrocarril, también se extendieron líneas de telégrafos. Durante su gobierno se instalaron las primeras líneas telefónicas y él inauguró la línea entre Concepción y Santiago. También introdujo el alumbrado eléctrico.
Durante su gobierno, la Araucanía fue definitivamente anexada mediante la Pacificación de la Araucanía al territorio chileno mediante la fuerza quienes eliminaron a los mapuches disidentes. También ratificó en los comienzos de su gobierno el Tratado de 1881 con Argentina cediéndole todo el territorio patagónico oriental.

## Últimos años

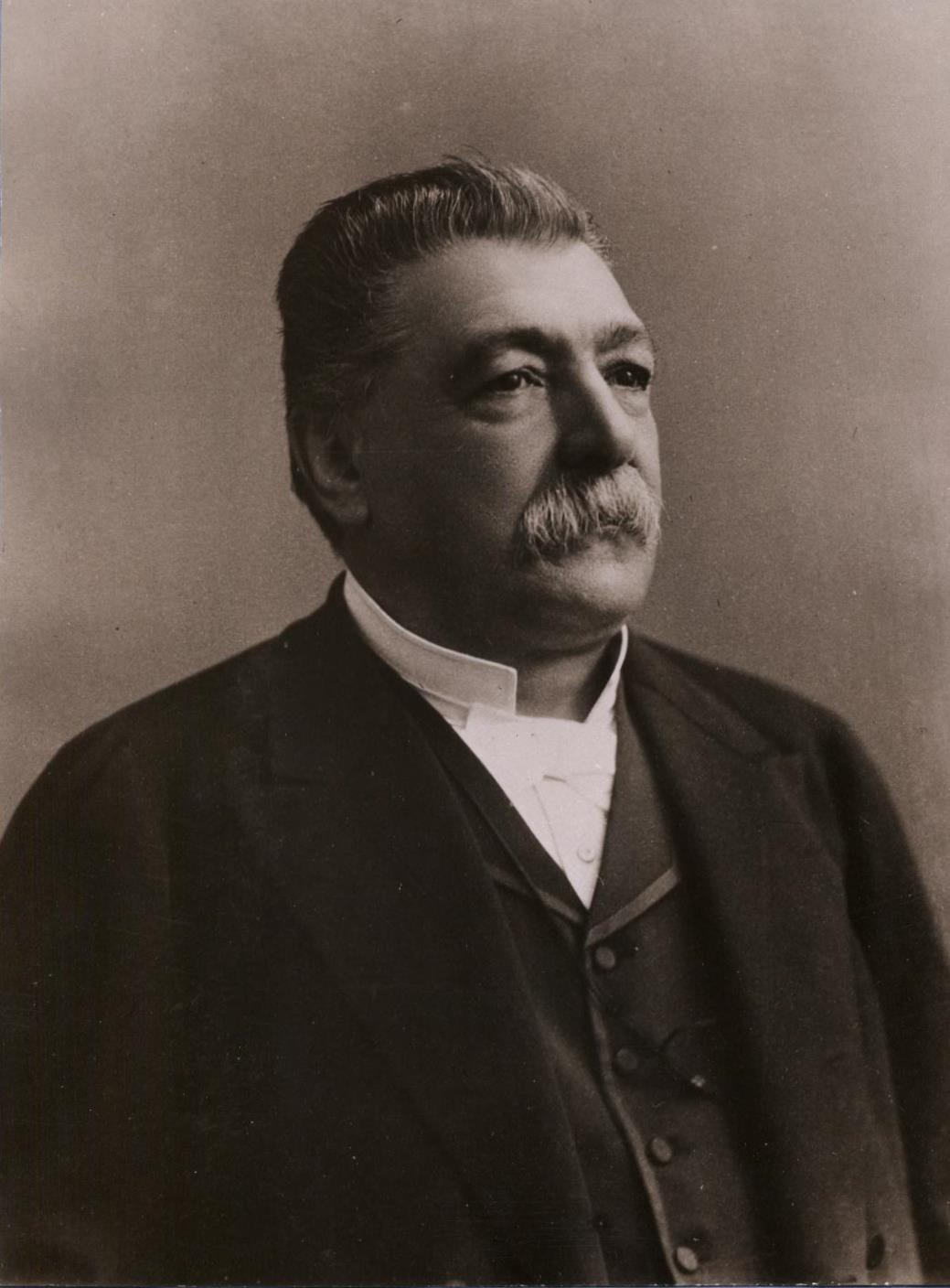
Domingo Santa María al final de su mandato.

Dos años después de dejar La Moneda, resultó electo senador propietario por Ñuble, para el período 1888-1894. Fungió como presidente provisorio del Senado desde el 15 de mayo hasta el 4 de junio de 1888, fecha en que fue electo presidente de la cámara alta, ejerciendo hasta el 22 de octubre del mismo año.
Redactor de la revista El Orden, publicación que servía para difundir las ideas de la Sociedad del Orden, organización liberal presidida por Ramón Errázuriz, así como colaborador del periódico El Museo y Revista de Santiago. Era miembro histórico del Instituto Histórico y Geográfico de Brasil.
Falleció durante su período legislativo el 18 de julio de 1889, producto de un ataque al corazón, siendo reemplazado por el suplente Manuel Amunátegui Aldunate.